# ローラ・フィジィ
ローラ・フィジィ（Laura Fygi、1955年8月27日 - ）は、アムステルダム生まれのオランダの女性シンガー。

## 来歴
幼少期の8年間は、オランダ人の父親（フィリップス社勤務）の海外派遣勤務に伴い、南アメリカ・ウルグァイでエジプト人の母親（元ベリーダンサー）との間で、ラテン音楽やジャズに親しんで育った。
オランダ帰国後に芸能界入りし、20歳（1975年）で「Terra」という名の多国籍グループでプロ生活の第一歩を踏む。29-36歳（1984-1991年）には、オランダ発の3人組女性ユニットのポップス・バンド「Centerfold」のメンバーとなり、挑発的なコスチュームで歌う彼女らは、ヒット曲「Dictator」などによってヨーロッパ各国での人気を得た。ユニット解散の後、もうひとりのメンバー、ローワン・ムーアとで「The Backlot」というユニットで活動を始めるが、パラディソ劇場での一回限りのパフォーマンスだけで、ローラはすでにマーキュリー・レコードからのソロ・デビューを提示されていた。
1991年、ルード・ジャコブス（Ruud Jacobs）によってプロデュースされたファースト・ソロ・アルバム『瞳のささやき』は、まずヨーロッパでブレーク、グラミー賞にも相当する自国の「Dutch Edison Award」を受賞、アメリカでのポピュラーなジャズ人気にも達し、ヴァーヴを通じて世界各国でリリースされる。ソフトでハスキーな歌唱は、ベルギー出身のジャズ・ハーモニカの巨匠トゥーツ・シールマンスや、クラーク・テリー、ジョニー・グリフィンらの一流ミュージシャンに支えられ、重厚なストリングスによってフィーチャーされた。セカンド・アルバム『クロース・イナフ・フォー・ラヴ』（1993年）はビルボード誌においても数週間にわたってジャズ・ヒットチャートを飾った。
その後、ミシェル・ルグラン等との共演や、レコーディングにおいてはスタンダード・ナンバーからシャンソン、ラテンの名曲まで、英語・フランス語・スペイン語・ポルトガル語・中国語などでカヴァーし、20年間に15枚のアルバムを発表、30を超える国でリリースされている。

## ディスコグラフィ

### アルバム
- 『瞳のささやき』 - Introducing (1991年、Mercury)
- 『クロース・イナフ・フォー・ラヴ』 - Bewitched (1992年、Verve Forecast)
- 『コルコヴァード』 - The Lady Wants to Know (1994年、Verve Forecast)
- 『レイトリー』 - Turn Out the Lamplight (1995年、Mercury)
- 『風のささやき』 - Watch What Happens When Laura Fygi Meets Michel Legrand (1997年、Philips) ※with ミシェル・ルグラン
- 『ファースト・ライヴ!』 - Live (1998年、Mercury)
- 『TVドラマ・ヒッツ Can You Celebrate?』 - Dream Your Dream (1998年、Mercury)
- Laura Fygi's Tunes of Passion (1999年、Z Music)
- 『ラテン・タッチ』 - The Latin Touch (2000年、Mercury)
- 『チェンジ』 - Change (2001年、Mercury)
- Laura Fygi at Ronnie Scott's (2003年、Verve)
- 『ザ・ヴェリー・ベスト・タイム・オブ・イヤー』 - The Christmas Album: The Very Best Time of Year (2004年、Verve)
- 『ランデヴー』 - Rendez-Vous (2007年、Universal/Verve)
- The Best Is Yet to Come (2011年、T2/Out of the Blue)
- Flower / 女人花 (2012年、Starsing/Gold Typhoon)
- Jazz Love (2016年、Universal)
- Laura Goes East (2021年、JZ Music)